# FC Germania Helsinki
Fußball-Club Germania Helsinki, forkortet FC Germania Helsinki (FCGH), er en fodboldklub bestående af immigranter fra det finske hovedstadsområde og er en officiel tysk institution i Finland. Medlemmerne er hovedsagligt fra tysktalende lande, finner med tysk familiebaggrund eller flersproget personer, der bor i Helsingfors eller omegn. Førsteholdet spiller i Vitonen (2022), som er den sjette højeste liga i Finland.

## Grundlægelse

### Navn
Germania er latin og betegner de tysktalende stammer på romersk tid, som for eksempel anvendt af den romerske historiker Tacitus. I 1800-tallet og begyndelse af 1900-tallet blev det ofte brugt for sportsklubber i Tyskland og Østrig. For eksempel hed Hamburger Sport-Verein (HSV) ved sin dannelse Sport-Club Germania og den første fodboldklub i Brasilien var Sport Club Germânia, som blev dannet i 1899. Navnet viser tilbage på tysktilhørsforhold og arven fra tysk fodbold, men klubbens formål har altid været international, mangfoldigt og flersproget.

### Klublogo og -farver
Logoets farver blå og hvid er farverne for landet Finland og byen Helsinki. Båden på bølger er inspireret af Helsinkis byvåben. Logoet har også to sort-rød-gyldne vuvuzelaer som erstatter årene i båden. Holdet blev dannet om stambordet, som var markeret med en tysklandsfarvet vuvuzela, som blev et fodboldsymbol ved VM i Sydafrika 2010.
Farverne på hjemme- og ude-trøjerne er både de klassiske tyske farver og de finske farver - hvid trøje, sorte bukser og hvide strømper, udetrøje i blå. Ligesom det tyske landshold spillede FV Germania, grundlagt i Meksiko år 1915, allerede i de hvide-sorte farver.

### Grundlægning
Det først hold blev dannet formelt juni 2015 af juristen Tim Becker og andre tysktalende immigranter. Den 17. november 2017 var det første offentlige grundlæggelsesmøde, hvor klubben blev dannet og per 16. februar 2018 registreret som en forening i Finland. Klubben er medlem af det finske fodboldforbund, Suomen Palloliitto.

## Klubaktiviteter

### Sportslig udvikling
FC Germania Helsinki har endnu ikke eget stadium og træningsfaciliteter. Før den officielle grundlæggelse blev fri træning afholdt i Tali idrottsparken i bydelen Munksnäs. Senere blev Vallgårdsdalen i bydelen Vallgård en slags hjemmebane for træningen. Ellers træner de forskellige hold ugentlig forskellige steder i Helsinki hele året rundt. Samtidigt med ligakampe spilles venskabskampe mod f.eks. andre tyske eller ekspat hold som Turbine Turku frå Åbo och Teutonia Tampere frå Tammerfors eller tager del i hobby-turneringer.
Siden sommeren 2016 har mindst et hold deltaget i halvbane fritidsliga Harrasteliiga 7vs7 i Helsinki. I sæsonen 2019/20 stillede klubben for første gang op i den syvende højeste liga Kutonen og rykkede straks op i sjette bedste række Vitonen og sluttede sæsonen 2019/20 på en fjerde plads. 2020 stillede førsteholdet også op i den finske pokalturnering Suomen Region's Cup og blev slået ud i første runde af FC Futura Porvoo fra den fjerde højeste liga. I sæsonen 2021/22 deltager andet holdet FC Germania/Akademie i ligaen Kutonen.
I vintersæsonen 2018/19 spillede også et dame-fritidshold, FCGH Ladies, for klubben. Siden 2021 træner også et børnehold for spillere i førskolealderen, som med tiden skal blive til en ungdomsafdeling.

### Aktiviteter i fremtiden
Mere end bare sportslig succes lægger statutterne vægt på sociale og kulturelle funktioner. Derfor arrangeres der venskabskampe for eksempel mod indsatte fra fængslet i bydelen Sörnäs 2018, mod et hold bestående af irakiske flygtninge 2015 samt hold bestående af medarbejdere fra det finske parlament eller fra det internationale diplomati i Helsinki. Den tyske ambassade har listet FC Germania Helsinki som en tysk institution i Finland. Den er også registreret ved det tysk-finske handelskammer og samarbejder med andre tyske institutioner som den tyske menighed Deutsche Evangelisch-Lutherisch Gemeinde og den tyske skolen Deutsche Schule Helsinki. Medlemskab er emellertid ikke alene åben for tyskere, men for alle fodboldspillere uanset nationalitet og modersmål. I 2020 havde klubben medlemmer fra 15 forskellige lande. Over halvdelen af førsteholdet består af spillere med en anden nationalitet end tysk.

## Historiske slutplaceringer
| Sæson | Niveau | Liga    | Placering | Info     | Kilde  |
| ----- | ------ | ------- | --------- | -------- | ------ |
| 2019. | 7.     | Kutonen | 2.        | Stigning |        |
| 2020. | 6.     | Vitonen | 4.        |          |        |
| 2021. | 6.     | Vitonen | 5.        |          |        |
| 2022. | 6.     | Vitonen | 1.        | Stigning | [ 31 ] |

## Personligheder
- Thomas Dähne – målmand i 2. Bundesliga, finsk mester og pokalmester 2017 med HJK, æresmedlem af FCGH[32][33]